# Valle de Sedano
Valle de Sedano är en kommun i Spanien.   Den ligger i provinsen Provincia de Burgos och regionen Kastilien och Leon, i den norra delen av landet, 260 km norr om huvudstaden Madrid. Antalet invånare är 487. Arean är 264 kvadratkilometer.
Terrängen i Valle de Sedano är kuperad åt nordväst, men åt sydost är den platt.